# 普安府
普安府，明朝时设立的府。
洪武十六年（1383年）以普安路改置，治所在今贵州省盘县东旧普安镇。辖有今贵州省普安、兴仁、兴义、盘县及安龙，云南省富源等县市部分地。属云南布政司。二十二年废。 